# Raadselwapen
Een raadselwapen is een wapen dat afwijkt van de regels van de heraldiek. Volgens sommige heraldici ontstonden raadselwapens omdat men de geldende regels niet kende of verkeerd toepaste.

## Toelichting
Bij raadselwapens gaat het om wapens waarop een van de soorten kleuren (email, metaal en pelswerk) direct achter eenzelfde soort kleur staat: dus email achter email, metaal achter metaal of pelswerk achter pelswerk (bijvoorbeeld vair op hermelijn). Gekleurde lichaamsdelen van een wapendier en situaties waarin het wapendier van natuurlijke kleur is, worden niet als afwijking van de heraldische regels gerekend. Purper en pelswerk kunnen beide als kleur óf als metaal gezien worden. Naast hun functie van herkenningsteken kunnen raadselwapens ook bijvoorbeeld dienen om de aandacht te trekken. De aandacht gaat dan naar de vraag waarom het wapen niet aan de regels van de heraldiek voldoet.
Als het gaat om wapens van Nederlandse overheidsinstellingen, controleert de Hoge Raad van Adel het wapen vooraf op onder andere het juiste gebruik van kleuren en metalen. Toch zijn in het verleden gemeentewapens toegekend die niet aan de heraldische regels voor kleurgebruik voldoen. Een aantal wapens voldoet daar nog steeds niet aan, maar de kans is klein dat ze om die reden zullen worden vervangen. Een opvallend voorbeeld is het wapen van Amsterdam, met een zwarte paal op een rood veld.

## Voorbeelden

### Kleur op kleur

Het eerste wapen van Wijdewormer
Wapen van Zierikzee
Wapen van Beemster Mogelijk moet de koe van natuurlijke kleur zijn.
Wapen van Amsterdam
Wapen van Ouder-Amstel
Wapen van De Runde
Wapen van Stolwijk
Oude wapen van Susteren
Wapen van Edam en de gemeente Edam-Volendam
Wapen van Luxemburg en afgeleide wapens
Wapen van Bornem
Wapen van Zulte
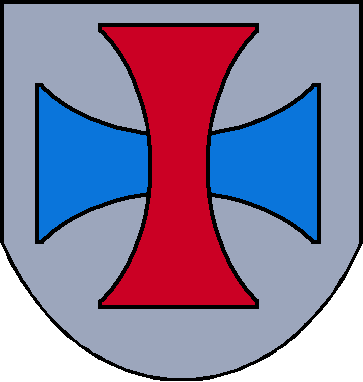
Wapen van Walhain
Oude wapen van Hilvarenbeek
Wapen van IJsselmonde
Wapen van Vilkaviškis

### Metaal op metaal

Wapen van Koninkrijk Jeruzalem
Wapen van Spaarndam
Wapen van Rijswijk
Wapen van Aagtekerke
Voormalige wapen van Baarn
Wapen van Melissant
Wapen van De Rips
Het wapen van Noardlik Westergoa
Wapen van Chatham
Wapen van Philippine
Wapen van Westkapelle
Wapen van Meeuwen-Gruitrode
Wapen van Gouvy
Wapen van Giessen
Wapen van Aalst. De schildjes worden beschouwd als wapenfiguren.[4]

## Lijkt fout maar is het niet
De volgende wapens lijken ook fout te zijn, maar dat zijn zij niet om de volgende redenen:
- Het kan gaan om een breuk: een barensteel mag kleur op kleur of metaal op metaal zijn.
- Lichaamsdelen van wapendieren mogen kleur op kleur of metaal op metaal zijn.
- Natuurlijke kleur is geen heraldische kleur of een metaal, een witte zwaan kan dus op een zilveren achtergrond staan.
- Hermelijn is geen zilver met zwarte staartjes en telt dus niet als een metaal en ook niet als een kleur, ook vair is geen kleur of metaal.
- Een schildzoom is een nieuw vak en mag dus kleur tegen kleur of metaal tegen metaal zijn.
- Bij een schild dat bezaaid is, mogen die voorwerpen (sterren, blokjes, etc.) afgesneden worden en die mogen ook geraakt worden door een ander wapenelement.

Wapen van Urmond, breuk (keper)
Wapen van Langerak, breuk (barensteel)
Wapen van Nederhorst den Berg (barensteel)
Wapen van Thorn, natuurlijke kleur
Het wapen van Uithuizen, natuurlijke kleur
Wapen van Beets, natuurlijke kleur
Wapen van Born, lichaamsdeel
Wapen van Herselt, schildzoom
Wapen van Noordenveld, schildzoom
Wapen van Geel, geen zilver maar hermelijn
Het wapen van Haren, een vrijkwartier is een afscheiding en valt dus buiten de regels
Wapen van Heerde, kwartielering (echter het bovenste deel is wel fout: zilver op goud)
Wapen van Waalre, de schildhouder maakt officieel geen deel uit van het wapen
Wapen van Zuidhorn. De staf wordt goud genoemd, maar kan als natuurlijke kleur gezien worden. De schuinbalk is een breuk.
Wapen van Eeklo. Het wapen bevat een hartschild, dat is een eigen wapen en mag dus wel van metaal zijn.

adelaar · Agnus Dei · alliantiewapen · andreaskruis · ankerkruis · armoriaal · baldakijn · barensteel · bezant · Bourgondisch kruis · brisure · cartouche · centaur · cordelière · dekkleed · dorpsvlag · dorpswapen· drieberg · dubbelkoppige adelaar · dwarsbalk · fleur de lis · fleuron · Friese adelaar · gaande leeuw · gecarteleerd · Gelderse leeuw · gepaald · gravenkroon · groot wapen · griffioen · hartschild · helmkroon · helmteken · heraldische kleur · herautstuk · hermelijn · hoed · Hollandse tuin · huismerk · Jeruzalemkruis · karbonkel · keizerskroon · keper · koek · kromstaf · kroon · krukkenkruis · kwartier · kwartileren · kwartierzoom · leeuw · markiezenkroon · merlet · molenijzer · motto · muurkroon · nassaublauw · natuurlijke kleur · Nederlandse leeuw · Nederlandse Maagd · ombrellino · ordeketen · palen · pentagram · pijlenbundel · raadselwapen · raaf · respectant · riddertoernooi · rijksbanier · rijkskleuren · rijksstandaard · rijkswapen · roos · Rudolfinische keizerskroon · Saksenros · Saladins Adelaar · scharlakenrood · schildhoofd · schildhouder · schildvoet · schildzoom · schoof · schuinbalk · schuinstreep sinister · sinister · sleutels van Petrus · socialistische heraldiek · sprekend wapen · stadskleuren · standaard · stedenmaagd · ster · tinctuur · vair · vermeerdering · vlag · vorstenhoed · vrijheidshoed · vrijkwartier · vrouwenwapen · wapen · wapenbelasting · Wapenboek Beyeren · Wapenboek Gelre · wapenbord · wapendiploma · wapendier · wapenkast · wapenkoning · wapenmantel · wapenrecht · wapenrol · wapenstier · wapentent · wassende en afnemende maan · Waterlandse zwaan · Westfriese boomwapens · wildeman · wolfsangel · wrong